# HD105775
HD105775 — подвійна зоря. 
Ця подвійна система має видиму зоряну величину в смузі V приблизно 8,1.
Вона розташована на відстані близько 683,8 світлових років від Сонця.

## Подвійна зоря
Головна зоря цієї системи належить до хімічно пекулярних зір й має спектральний клас A2.
Інша компонента має спектральний клас Зорі спектрального класу .